# Міжнародна літературна премія ім. Збіґнєва Герберта
Міжнародна літературна премія імені Збіґнєва Герберта (польською мовою: Międzynarodowa Nagroda Literacka im. Zbigniewa Herberta) — польська міжнародна літературна премія, заснована 2013 року у Варшаві та названа на честь польського поета, есеїста та мораліста Збіґнєва Герберта (1924—1998). Її щорічно присуджує Фундація ім. Збіґнєва Герберта, метою якої є визнання «видатних мистецьких та інтелектуальних літературних досягнень на світовій арені, які мають відношення до світових цінностей, до яких тяжіла творчість Збіґнєва Герберта».

## Історія
2010 року Фундацію ім. Збіґнєва Герберта створили з метою збереження та популяризації творчої спадщини Герберта як невід'ємної частини літературної та культурної спадщини Польщі, Європи та світу", а також для заохочення та підтримки «освіти в галузі літератури та гуманітарних наук, зокрема сучасної літератури, писемності, поезії та публіцистики, з особливим акцентом на програмах для молоді». Ініціативу щодо створення фундації висунула його дружина Катажина Дзєдушицька-Герберт.
До складу журі, що визначає переможців премії, увійшло багато відомих літературних експертів та авторів, зокрема Едуард Гірш, Жауме Валькорба Плана, Томас Венцлова, Юрій Андрухович, Агнета Плейєль, Майкл Крюгер, Лідія Димковська та Ярослав Міколаєвський.

## Лауреати
| Рік      | Лауреат (и)         | Зображення          | Громадянство | Установа (и)                                           | Джерело (и)          |
| -------- | ------------------- | ------------------- | ------------ | ------------------------------------------------------ | -------------------- |
| 2013 рік | Вільям Мервін       | W.S. Merwin         | США          | Принстонський університет                              | [ 5 ] [ 6 ]          |
| 2014 рік | Чарлз Сімік         | Charles Simic       | /            | Університет Нью-Гемпшира                               | [ 7 ] [ 8 ]          |
| 2015 рік | Ришард Криницький   | Ryszard Krynicki    | Польща       | Університет Адама Міцкевича                            | [ 9 ] [ 10 ]         |
| 2016 рік | Ларс Густафссон     | Lars Gustafsson     | Швеція       | Техаський університет в Остіні                         | [ 11 ] [ 12 ]        |
| 2017 рік | Брейтен Брейтенбах  | Breyten Breytenbach | /            | Університет Кейптауна                                  | [ 13 ] [ 14 ] [ 15 ] |
| 2018 рік | Нуала Ні Дгомнайлл  | Nuala Ní Dhomhnaill | Ірландія     | Корк університету                                      | [ 16 ] [ 17 ]        |
| 2019 рік | Агі Мішол           | Agi Mishol          | Ізраїль      | Єврейський університет Єрусалиму                       | [ 18 ]               |
| 2020 рік | Дурс Грюнбайн       | Durs Grünbein       | Німеччина    | Дюссельдорфська академія мистецтв                      | [ 19 ] [ 20 ]        |
| 2021 рік | Юсеф Комуньяка      | Yusef Komunyakaa    | США          | Нью-Йоркський університет                              | [ 21 ]               |
| 2022 рік | Маріанна Кіяновська | Маріанна Кіяновська | Україна      | Львівський національний університет імені Івана Франка | [ 22 ]               |
| 2023 рік | Томас Венцлова      | Томас Венцлова      | Литва        | Вільнюський університет                                | [ 23 ]               |
| 2024 рік | Ян Лянь             | Ян Лянь             | КНР          |                                                        | [ 24 ]               |